# مونت‌ویل (ویرجینیا)
مونت‌ویل (به انگلیسی: Montvale) یک منطقهٔ مسکونی در ایالات متحده آمریکا است که در شهرستان بدفورد، ویرجینیا واقع شده‌است. مونت‌ویل ۶۹۸ نفر جمعیت دارد.